# 思春期妄想症
思春期妄想症（ししゅんきもうそうしょう、英: adolescent paranoia）とは、自分の何らかの身体的異常のために、周囲の人に不快な感じを与えて、嫌われたり、避けられていると思い込む、主として思春期に発生する妄想症である。自己臭妄想・自己視線恐怖・醜形恐怖・忌避妄想・対人恐怖などの症状をもち、二次的にひきこもりが生じることもある。精神科医の植元行雄によって初めて報告され、村上靖彦により研究が継続された、日本独自の臨床疾患単位である。
治療法については、「思春期妄想症#治療」を参照。

## 概要
思春期妄想症は、自己臭妄想・自己視線恐怖・醜形恐怖を一群の病態として取り上げた疾患概念である。複数の疾患の特質と接点を持ちながらも、そのいずれにも属さない比較的輪郭の明らかな構造を持つ。自己不全感や魔術的思考から、ひきこもりや退却神経症とも一部重なる病態である。自我漏洩症状・加害妄想・忌避妄想・重症対人恐怖などの特徴から、比較的重い神経症と理解される。

## 特徴
1. 自己臭ないしは自己の視線など何らかの身体的異常のために、他人に不快感を与えているとの妄想的確信をもつ
2. そのために、人が「嫌がる」「避ける」との関係妄想（忌避妄想）をもち、それに伴う自責感がみられる
3. 症状は状況依存的であり、他者の現前が症状発現の不可欠の契機をなしている
4. 一般に治療意欲をもつが、自分の異常を身体疾患に求め、それに即した治療を執拗に要求する
5. そのほとんどが思春期〜青年期に発症する。単一症候的に経過し、長期の経過にもかかわらず人格の崩れは認められない
6. 病前性格として「小心で負けん気」「ひっこみ思案で強情」といった「強力性と無力性の二面的矛盾構造」が認められる[2]

## 治療
それぞれの症状に応じた治療法については、「自己臭妄想#治療」「自己視線恐怖#治療」「醜形恐怖#治療」「対人恐怖#治療」を参照。また、引きこもりが生じた場合の支援については、「引きこもり#ステージによる特徴と対応」「引きこもり#ケア」を参照。

## 関連人物
- 植元行雄
- 村上靖彦